# Eparchie Parassala
Die Eparchie Parassala ist eine in Indien gelegene Eparchie der syro-malankarischen Kirche mit Sitz in Parassala, Distrikt Thiruvananthapuram, Kerala.

## Geschichte
Die Eparchie Parassala wurde am 5. August 2017 durch Papst Franziskus aus Gebietsabtretungen des Großerzbistums Trivandrum errichtet und diesem als Suffragandiözese unterstellt. Erster Bischof wurde Thomas Naickamparampil.
Die Eparchie Parassala erfasst nur die syro-malankarischen Katholiken des Gebietes. Die dort ebenfalls wohnenden Katholiken des lateinischen Ritus und des syro-malabarischen Ritus gehören zu anderen Diözesen.